# Giovani Socialisti Europei
I Giovani Socialisti Europei (YES, dalla denominazione inglese Young European Socialists; precedentemente ECOSY) sono l'organizzazione europea che raggruppa federazioni giovanili dei vari partiti socialisti e socialdemocratici europei che aderiscono al Partito del Socialismo Europeo di cui rappresenta, di fatto, la federazione giovanile.
Il congresso fondativo dell'organizzazione si è svolto a L'Aia nel 1992.

## Organismi dirigenti

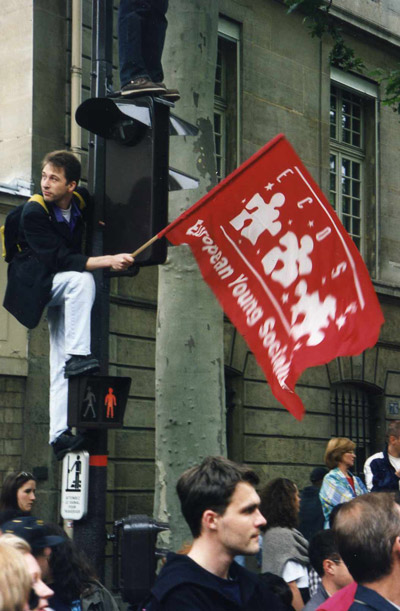
Un militante dell'allora ECOSY durante una manifestazione a Parigi

La YES è strutturato nei seguenti organismi dirigenti:
- Congress: rinnovato ogni due anni, decide le linee guida del mandato ed elegge il presidium
- Presidium: è composto dal presidente, segretario generale e vice presidenti. È deputato a prendere le decisioni politiche
- Bureau: Organo esecutivo dell'organizzazione in cui sono rappresentati tutti i membri. Implementa le strategie per la promozione delle politiche della YES
- Segretario Generale: è a capo della segreteria della YES ed è responsabile dell'organizzazione

## Membri dell'Organizzazione
- Austria: Sozialistische Jugend Österreichs (SJ)
- Austria: Verband Sozialistischer StudentInnen Österreichs (VSStÖ)
- Belgio: Animo (giovanile)
- Belgio: Mouvement des Jeunes Socialistes (MJS)
- Bulgaria: Българска социалистическа младежка (БСМ) / Balgarska Socialisticeska Mladezhka (BSМ)
- Bulgaria: Европейска лява младежка алтернатива (ЕЛМА) / Evropejska Ljava Mladezhka Alternativa (ELMA)
- Croazia: Forum mladih SDP
- Cipro: Νεολαία Σοσιαλδημοκρατών (ΝΕΟΣ) / Neolaia Sosialdimokraton (NEOS)
- Danimarca: Danmarks Socialdemokratiske Ungdom (DSU)
- Estonia: Noored Sotsiaaldemokraadid (Noor-sots)
- Finlandia: Sosialidemokraattiset Nuoret (Demarinuoret)
- Finlandia: Sosialidemokraattiset Opiskelijat (SONK)
- Francia: Mouvement des Jeunes Socialistes (MJS)
- Germania: Arbeitsgemeinschaft der Jungsozialistinnen und Jungsozialisten in der SPD (JUSOS)
- Germania: Sozialistische Jugend Deutschlands (SJD) - Die Falken
- Grecia: Νεολαία ΠΑΣΟΚ / Neolaia Pasok
- Ungheria: Fiatal Baloldal (FiB)
- Irlanda: Labour Youth
- Italia: Federazione dei Giovani Socialisti (FGS)
- Italia: Giovani Democratici (GD)
- Lettonia: Jauniešu organizācija Restart.lv
- Lettonia: Jaunatnes Sociāldemokrātiskā Savienība (JSS)
- Lituania: Lietuvos socialdemokratinio jaunimo sąjunga (LSDJS)
- Lussemburgo: Jeunesses Socialistes Luxembourgeoises (JSL)
- Malta: Labour Youth Forum/Forum Zghazagh Laburisti (FZL)
- Macedonia del Nord: Социјалдемократската младина на Македонија (СДММ) / Socijaldemokratskata mladina na Makedonija (SDMM)
- Paesi Bassi: Jonge Socialisten in de PvdA (JS)
- Polonia: Federacja Młodych Socjaldemokratów (FMS)
- Polonia: Federacja Młodych Unii Pracy (FMUP)
- Portogallo: Juventude Socialista (JS)
- Rep. Ceca: Mladí Sociální Demokraté (MSD)
- Romania: Tineretul Social Democrat (TSD)
- Slovenia: Mladí sociálni demokrati (MSD)
- Slovenia: Mladi forum Socialnih Demokratov (Mladi forum SD)
- Spagna: Juventudes Socialistas de España (JSE)
- Svezia: Sveriges Socialdemokratiska Ungdomsförbund (SSU)
- Svezia: Socialdemokratiska Studentförbundet (S-studenter)
- Svizzera: Gioventù Socialista Svizzera (JUSO)
- Regno Unito: Labour Students
- Regno Unito: Young Labour
- Regno Unito: SDLP Youth

## Membri Osservatori
- Albania: Forumi i Rinisë Eurosocialiste të Shqipërisë (FESYA)
- Albania: Rinisë Socialdemokrate
- Armenia: Հայ Երիտասարդաց Դաշնակցութիւն (AYF)
- Bielorussia: Маладой Грамады (МСД-МГ) / Malada Hramada (MSD-MH)
- Bosnia ed Erzegovina: Forum Mladih SDP (BiH)
- Catalogna: Joventut Socialista de Catalunya (JSC)
- Cipro: Αγώνας / Agonas
- Georgia: Akhalgazrduli Kavshiri Sotsialisturi Sakartvelos
- Islanda: Samband ungra jafnaðarmanna (SUJ)
- Israele: משמר נוער בתוך מפלגת העבודה / Mishmeret Tse'irah shel Mifleget haAwoda
- Norvegia: Arbeidernes ungdomsfylking (AUF)
- Polonia: Młodzi Socjaliści (MS)
- Russia: Российский социал-демократический союз молодёжи (РСДСМ) / Rossijskij social-demokraticheskij sojuz molodjozhi (RSDSM)
- San Marino: Giovani Socialisti e Democratici (GSD)
- Serbia: Socijaldemokratska omladina Социјалдемократска омладина
- Serbia: Demokratska omladina Демократска омладина
- Serbia: JungsozialistInnen Schweiz (JUSO) / Jeunesse Socialiste Suisse (JS)

## Presidenti della YES

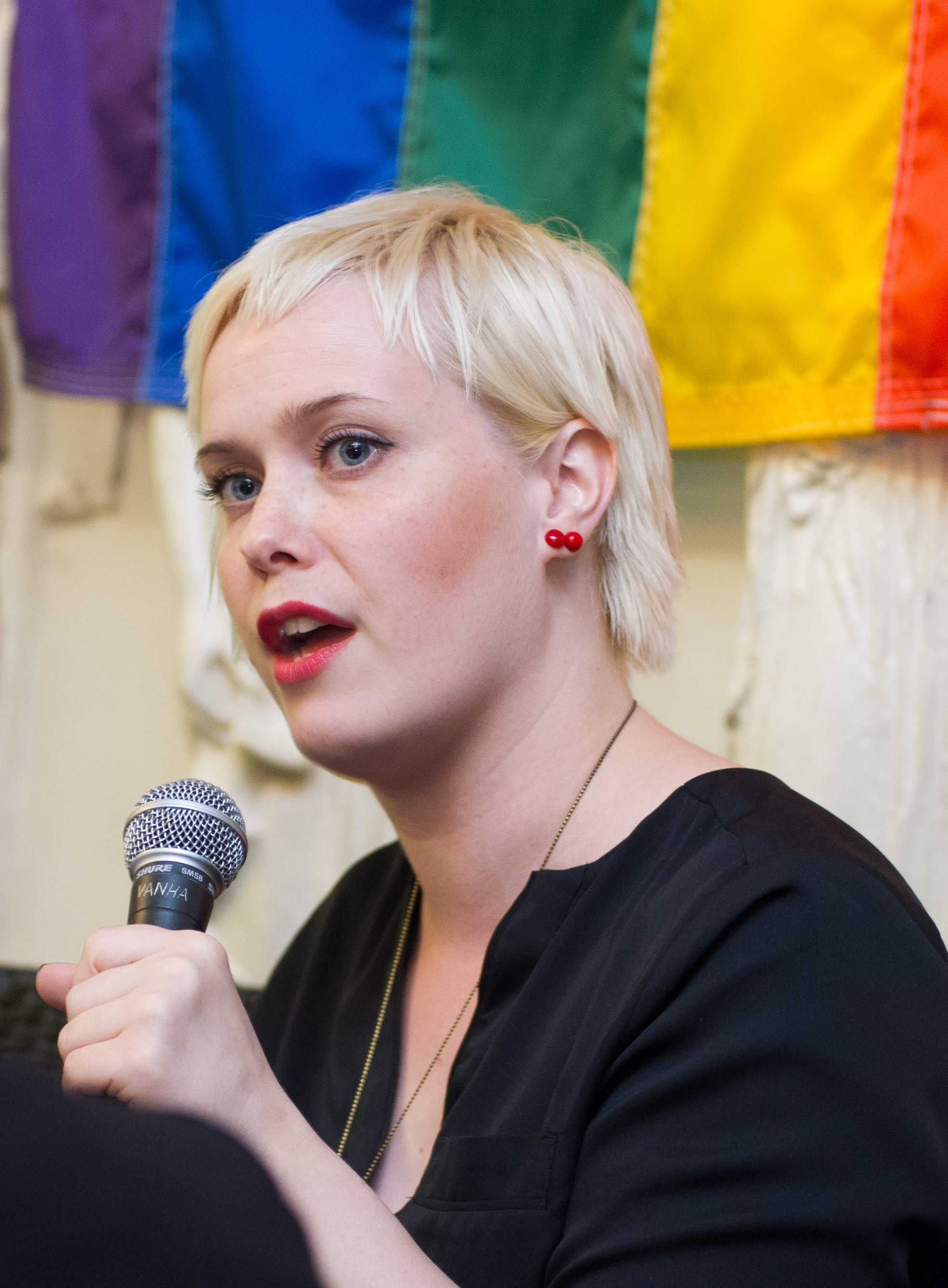
Kaisa Penny, ex-presidente della YES

Dal 1992 al 1997 la presidenza dell'allora ECOSY ruotava insieme alla Presidenza di turno dell'Unione Europea:
- 1992 Tracy Paul (Young Labour) Gran Bretagna
- 1993 Henrik Sass Larsen (Danmarks Socialdemokratiske Ungdom) Danimarca
- 1993 Ronald Gossiaux (Mouvement des Jeunes Socialistes) Belgio
- 1994 ./. (Neolaia Pasok) Grecia
- 1994 Reinhold Rünker (Jusos in der SPD) Germania
- 1995 Renaud Lagrave (Mouvement des Jeunes Socialistes) Francia
- 1995 Martin Guillermo (Juventudes Socialistas de España) Spagna
- 1995 Paco-Luis Benitez (Juventudes Socialistas de España) Spagna
- 1996 Vinicio Peluffo (Sinistra Giovanile) Italia
- 1996 Mick McLoughlin (Labour Youth) Gran Bretagna
- 1997 Thomas Windmulder (Jonge Socialisten in de PvdA) Paesi Bassi

Dal 1997 il presidente viene eletto con mandato biennale:
- 1997–1999 Andreas Schieder (Sozialistische Jugend Österreich) Austria
- 1999–2001 Hugues Nancy (Mouvement des Jeunes Socialistes) Francia
- 2001–2003 Jan Krims (Verband Sozialistischer StudentInnen Österreichs) Austria
- 2003–2005 Anders Lindberg (Sveriges Socialdemokratiska Ungdomsförbund) Svezia
- 2005-2009 Giacomo Filibeck (Sinistra Giovanile) Italia
- 2009-2011 Petroula Nteledimou (Neolaia PASOK) Grecia
- 2011-2015 Kaisa Penny (Social Democratic Youth) Finlandia
- 2015-2017 Laura Slimani (Mouvement des Jeunes Socialistes) Francia
- 2017-2019 Joao Albuquerque (Juventude Socialista) Portogallo
- 2019-in carica Alicia Homs (Juventudes Socialistas de España) Spagna

## Segretari generali
- 1992–1997 Philip Cordery (Mouvement des Jeunes Socialistes) Francia
- 1997–1999 Pau Solanilla (Juventudes Socialistas de España) Spagna
- 1999–2003 Yonnec Polet (Mouvement des Jeunes Socialistes) Belgio
- 2003–2005 Ilias Antoniou (Neolaia Pasok) Grecia
- 2005-2009 Ania Skrzypek (Federacja Młodych Socjaldemokratów) Polonia
- 2009-2011 Janna Besamusca (Jonge Socialisten in de PvdA) Paesi Bassi
- 2011-2015 Thomas Maes (Animo) Belgio
- 2015-2017 Nina Živanović (SDY in SDU) Serbia
- 2017–2019 Tuulia Pitkänen (Sosialidemokraattiset Nuoret) Finlandia
- 2019–2020 Maj Christensen Jensen (Danmarks Socialdemokratiske Ungdom) Danimarca
- 2020-in carica Ana Pirtskhalava (Young Socialists Georgia) Georgia

## Congressi
- 1992 L'Aia
- 1994 Monaco di Baviera
- 1997 Strasburgo
- 1999 Toledo
- 2001 Vienna
- 2003 Bommersvik
- 2005 Cascais
- 2007 Varsavia
- 2009 Bruxelles
- 2011 Bucarest
- 2013 Bommersvik
- 2015 Winterthur
- 2017 Duisburg
- 2019 Helsinki

## Campi estivi
- 1995 Rimini (Italia)
- 1996 IUSY festival Bonn Germania
- 1997 Huelva (Spagna)
- 1998 Vienna (Austria)
- 1999 Livorno (Italia)
- 2000 Iusy Festival Malmö Svezia
- 2001 Debrecen (Ungheria)
- 2002 Weißenbach (Austria)
- 2003 Iusy Festival Kamena Vourla Grecia
- 2004 Năvodari (Romania)
- 2005 Figueira da Foz (Portogallo)
- 2006 Iusy Festival Alicante (Spagna)
- 2007 Iusy100 Berlino (Germania)
- 2008 Carpentras (Francia)
- 2009 Iusy Festival Zánka (Ungheria)
- 2011 Iusy Festival Weissenbach am Attersee (Austria)
- 2012 Punta Salvore (Croazia)
- 2013 Foça (Turchia)
- 2014 Iusy Festival Ghajn Tuffieha (Malta)
- 2015 Santa Cruz (Portogallo)
- 2016 Palermo (Italia, organizzato dalla FGS)
- 2018 Rota (Spagna)
- 2019 Varna (Bulgaria)

## Organizzazioni Gemellate
- International Falcon Movement - Socialist Educational International (IFM-SEI)
- International Union of Socialist Youth (IUSY)